# 津島勝
津島 勝（つしま まさる、1947年7月20日 - 2011年5月4日）は、日本のテレビディレクター・映画監督。

## 来歴・人物
大阪府大阪市出身。奈良女子大附属高校（現：奈良女子大学附属中等教育学校）を経て、1970年京都大学文学部史学科卒業。
大学生になるまで、映画は観たことが無かったという。
京大在学中、俳優・遠藤太津朗宅に家庭教師として出入りしていたのがきっかけで、遠藤の紹介により、東映撮影所に見学に行き、これが映画界との初の接点となった。これが縁となって、卒業後に東映テレビプロダクションの契約助監督となる。以後は主に東映京都製作のテレビ時代劇に助監督として就き、杉良太郎の推薦により、『遠山の金さん（第2シリーズ）』（テレビ朝日）で監督に昇格。
監督昇格後は、ABCテレビ『必殺シリーズ』の後期作品の常連演出家のひとりとなった。この必殺シリーズでの経験が、オリジナルビデオ（OV）『くノ一忍法帖』シリーズで生かされることとなり、時代劇OVという新たなジャンルを開拓した。その一方で、任侠もののOVも多数手がけた。
2011年5月4日、腎不全のため京都市の病院で死去。63歳没。

## 監督作品

### テレビドラマ
- 遠山の金さん（テレビ朝日）
- 新五捕物帳（日本テレビ）
- 必殺シリーズ（ABC）
- 京都マル秘指令 ザ新選組（ABC）
- 参上! 天空剣士（テレビ東京）
- 江戸中町奉行所（テレビ東京）
- 幕府お耳役 檜十三郎（テレビ東京）
- 新・部長刑事アーバンポリス24（ABC）
- 御家人斬九郎（フジテレビ）
- 人が殺意を抱くとき（土曜ナイトドラマ）
- 走る!国選弁護人〜完全黙秘（ABC・土曜ワイド劇場）
- 忠臣蔵 瑤泉院の陰謀（テレビ東京新春ワイド時代劇）
- よろずや平四郎活人剣（テレビ東京）

### OV
- くノ一忍法帖 シリーズ（1991年 - 1996年）
  - くノ一忍法帖
  - くノ一忍法帖II 聖少女の秘宝
  - くノ一忍法帖III 秘戯伝説の怪
  - くノ一忍法帖IV 忠臣蔵秘抄
  - くノ一忍法帖V 自来也秘抄（劇場公開）
  - くノ一忍法帖VI 忍者月影抄（劇場公開）
- キスがいっぱい（1993年）
- 道中師 怨み掏ります 恋も掏ります（1995年）
- 尼僧獄門帖（1995年）
- おんな犯科帳 江戸拷問刑罰抄（1995年）
- 女とむらい師 べに孔雀（1996年）
- 非情番犬 けだもの ノーマーシードッグ（1998年）
- 龍神三兄弟（1999年）
- 龍神三兄弟2（2000年）
- 新・第三の極道 シリーズ（第3、4、5、6、8、9作。『III』のみ劇場公開）
- 首領への道 シリーズ（第17作～第23作＆外伝）
- 実録・史上最大の抗争 義絶状2（2002年）
- やくざの憲法 赤字破門（2003年）
- 誇り高き野望（2005年）
- 実録 九州やくざ抗争 誠への道（2006年）

### 劇場映画
- 修羅之介斬魔劍 妖魔伝説（1996年11月9日公開）
- OTSUYA 怪談牡丹燈籠（1998年4月25日公開）
- 実録・北海道やくざ戦争 逆縁（2001年9月8日公開）
- 実録・北海道やくざ戦争 逆縁 完結編（2001年9月8日公開）

### ゲーム
- 西村京太郎トラベルミステリー『悪逆の季節』東京〜南紀白浜連続殺人事件（3DO、発売元：パック・イン・ビデオ、1994年11月25日発売）